# Cirrhobolina
Bulia là một chi bướm đêm thuộc họ Noctuidae.